# Sean Paul
Sean Paul Ryan Francis Henriques (Kingston, Jamaica; 9 de gener de 1973) conegut popularment com a Sean Paul, és un cantant jamaicà de Reggae-Dancehall.
Sean Paul és d'origen sefardita, xinès, portuguès i africà.

## Discografia
- Stage One (2000)
- Dutty Rock (2002)
- The Trinity (2005)
- Imperial Blaze (2009)
- The Odyssey Mixtape (2009)
- Tomahawk Technique (2012)
- She Doesn't Mind (2011)